# Юрлинский район
Ю́рлинский райо́н — административный район в Коми-Пермяцком округе Пермского края России. В границах района образован Юрлинский муниципальный округ.
Административный центр — село Юрла.

## География
Расположен в центре Коми-Пермяцкого округа, на северо-западе Пермского края. Граничит на севере с Кочёвским, на востоке — с Косинским, на юге и юго-востоке — с Кудымкарским районами (муниципальными округами) Коми-Пермяцкого округа Пермского края, а на западе проходит граница с Кировской областью.
Климат умеренно континентальный. Более 80 % территории занимают леса, где преобладают елово-пихтовые массивы с примесью липы и подлеском из мелколиственных кустарников. Площадь района — 3831 км².

## История
В прошлом территория района была заселена предками современных коми-пермяков, однако количество живших здесь коми было невелико. С конца XVII-начала XVIII века территория будущего района начала активно заселяться старообрядцами, в основном из Вятской губернии. Причём заселение носило очаговый характер. В дальнейшем к русским старообрядцами стали подселяться коми, и русские, сохраняя славянский физический тип, приняли некоторые черты их облика.
Территория Юрлинского района известна памятниками Родановской культуры, памятниками героям Гражданской войны и Великой отечественной. Кроме того в районе находятся интересные архитектурные сооружения — здания четырёхклассного мужского училища и земской больницы в селе Юрла.
Юрлинский район образован 7 января 1924 года на базе Юрлинской, Юмской и Усть-Зулинской (частично) волостей Чердынского уезда Пермской губернии. 26 февраля 1925 года включен в состав Коми-Пермяцкого национального округа, а в октябре 1938 года район вошёл в состав Пермской области.
В 1947 году в Юрлинском районе было 16 сельсоветов. В 1981 году район включал 12 сельсоветов: Вятчинский, Дубровский, Елогский, Петраковский, Пожинский, Сюрольский, Титовский, Усть-Березовский, Усть-Зулинский, Чужьинский, Юмский, Юрлинский.

## Население
| 1939    | 1959    | 1970    | 1979    | 1989    | 2000    | 2002    | 2005    | 2006    |
| ------- | ------- | ------- | ------- | ------- | ------- | ------- | ------- | ------- |
| 22 669  | ↗26 039 | ↘22 576 | ↘17 897 | ↘15 889 | ↘11 027 | ↗12 162 | ↘11 611 | ↘11 500 |
| 2007    | 2008    | 2009    | 2010    | 2011    | 2012    | 2013    | 2014    | 2015    |
| ↘11 100 | ↘11 046 | ↘10 939 | ↘9609   | ↘9590   | ↘9318   | ↘9093   | ↘8897   | ↘8766   |
| 2016    | 2017    | 2018    | 2019    | 2020    | 2021    | 2023    |         |         |
| ↘8698   | ↘8656   | ↘8501   | ↘8416   | ↘8330   | ↗8897   | ↘8631   |         |         |

### Национальный состав
По переписи 2010 года в районе проживали: русские — 96,1 %, коми-пермяки — 2,56 %.
Национальный состав Юрлинского района характеризуется явным преобладанием русского населения, происхождение которого в центре Коми-Пермяцкого округа остается не до конца выясненным. Существует две основных версии о формировании русского «острова» в коми-пермяцком окружении: первая, что юрлинцы — это обрусевшие коми-пермяки (версия развивалась в основном дореволюционными исследователями: И. Н. Смирнов, И. Я. Кривощёков, Н. С. Попов); вторая — что основу формирования юрлинцев составили русские переселенцы из других районов России (И. В. Власова, начало 80-х годов XX века).

## Муниципальное устройство
В рамках организации местного самоуправления на территории района функционирует Юрлинский муниципальный округ (с 2004 до 2019 гг. — Юрлинский муниципальный район).
С 2004 до 2019 гг. в состав существовавшего в этот период муниципального района входили 3 сельских поселения. При проведении муниципальной реформы в состав Юрлинского поселения вошли Юрлинский, Вятчинский, Дубровский, Елогский, Петраковский, Титовский, Чужьинский и Юмский сельсоветы; в Усть-Зулинское поселение — Усть-Зулинский, Пожинский и Сюрольский сельсоветы; Усть-Березовское поселение было организовано на территории одноимённого сельсовета.
| № | Наименование                        | Административный центр | Количество населённых пунктов | Население (чел.) |
| - | ----------------------------------- | ---------------------- | ----------------------------- | ---------------- |
| 1 | Усть-Березовское сельское поселение | посёлок Усть-Березовка | 5                             | ↘674             |
| 2 | Усть-Зулинское сельское поселение   | село Усть-Зула         | 18                            | ↘968             |
| 3 | Юрлинское сельское поселение        | село Юрла              | 63                            | ↘6774            |

В 2019 году Юрлинский муниципальный район и все входившие в него сельские поселения были упразднены и объединены в новое муниципальное образование — Юрлинский муниципальный округ.

## Населённые пункты
В Юрлинский район входят 82 сельских населённых пункта.
| №  | Населённый пункт | Тип     | Население | Бывшее сельское поселение |
| -- | ---------------- | ------- | --------- | ------------------------- |
| 1  | Ананькина        | деревня | 55        | Юрлинское                 |
| 2  | Бадья            | деревня | 35        | Юрлинское                 |
| 3  | Беляева          | деревня | 9         | Юрлинское                 |
| 4  | Березова         | деревня | 16        | Юрлинское                 |
| 5  | Большая Половина | деревня | 116       | Юрлинское                 |
| 6  | Букреева         | деревня | 80        | Усть-Зулинское            |
| 7  | Булдыри          | деревня | 46        | Усть-Зулинское            |
| 8  | Васькина         | деревня | 0         | Юрлинское                 |
| 9  | Васькова         | деревня | 81        | Юрлинское                 |
| 10 | Верх-Коса        | посёлок | 1         | Усть-Березовское          |
| 11 | Верхняя Лобанова | деревня | 67        | Усть-Зулинское            |
| 12 | Вятчина          | деревня | 131       | Юрлинское                 |
| 13 | Демидова         | деревня | 105       | Усть-Зулинское            |
| 14 | Деткина          | деревня | 55        | Юрлинское                 |
| 15 | Дубровка         | деревня | 190       | Юрлинское                 |
| 16 | Дубровка         | деревня | 7         | Юрлинское                 |
| 17 | Елога            | деревня | 220       | Юрлинское                 |
| 18 | Ефремова         | деревня | 14        | Усть-Зулинское            |
| 19 | Зайцева          | деревня | 9         | Юрлинское                 |
| 20 | Зарубина         | деревня | 82        | Юрлинское                 |
| 21 | Зюздина          | деревня | 74        | Юрлинское                 |
| 22 | Ивановская       | деревня | 6         | Юрлинское                 |
| 23 | Кадчина          | деревня | 46        | Юрлинское                 |
| 24 | Касаткина        | деревня | 3         | Юрлинское                 |
| 25 | Келич            | деревня | 177       | Юрлинское                 |
| 26 | Кладова          | деревня | 19        | Юрлинское                 |
| 27 | Комариха         | деревня | 14        | Юрлинское                 |
| 28 | Комсомольский    | посёлок | 209       | Усть-Березовское          |
| 29 | Конина           | деревня | 5         | Юрлинское                 |
| 30 | Кормина          | деревня | 18        | Юрлинское                 |
| 31 | Крысанова        | деревня | 12        | Юрлинское                 |
| 32 | Кукольная        | деревня | 80        | Юрлинское                 |
| 33 | Липова           | деревня | 5         | Усть-Березовское          |
| 34 | Липухина         | деревня | 36        | Юрлинское                 |
| 35 | Лоинская         | деревня | 52        | Юрлинское                 |
| 36 | Лопва            | деревня | 83        | Юрлинское                 |
| 37 | Малый Сулай      | деревня | 14        | Юрлинское                 |
| 38 | Миронова         | деревня | 49        | Усть-Зулинское            |
| 39 | Мухоморка        | деревня | 69        | Юрлинское                 |
| 40 | Мыс              | деревня | 27        | Юрлинское                 |
| 41 | Нижняя Лобанова  | деревня | 1         | Усть-Зулинское            |
| 42 | Новоселова       | деревня | 18        | Усть-Зулинское            |
| 43 | Новоселова       | деревня | 4         | Юрлинское                 |
| 44 | Носкова          | деревня | 58        | Юрлинское                 |
| 45 | Осинка           | деревня | 11        | Юрлинское                 |
| 46 | Остров           | деревня | 70        | Юрлинское                 |
| 47 | Панькова         | деревня | 7         | Юрлинское                 |
| 48 | Пестерева        | деревня | 81        | Усть-Зулинское            |
| 49 | Петракова        | деревня | 42        | Юрлинское                 |
| 50 | Печера           | деревня | 1         | Юрлинское                 |
| 51 | Пиукова          | деревня | 36        | Юрлинское                 |
| 52 | Подкина          | деревня | 31        | Юрлинское                 |
| 53 | Пож              | деревня | 220       | Усть-Зулинское            |
| 54 | Полухина         | деревня | 10        | Юрлинское                 |
| 55 | Сенюшова         | деревня | 15        | Юрлинское                 |
| 56 | Сергеева         | деревня | 108       | Усть-Зулинское            |
| 57 | Скородум         | деревня | 26        | Юрлинское                 |
| 58 | Сулай            | деревня | 53        | Юрлинское                 |
| 59 | Таволожанка      | деревня | 48        | Юрлинское                 |
| 60 | Тимина           | деревня | 74        | Усть-Зулинское            |
| 61 | Титова           | деревня | 206       | Юрлинское                 |
| 62 | Трошкова         | деревня | 8         | Юрлинское                 |
| 63 | Усть-Бадья       | деревня | 12        | Юрлинское                 |
| 64 | Усть-Березовка   | посёлок | 551       | Усть-Березовское          |
| 65 | Усть-Зула        | село    | 222       | Усть-Зулинское            |
| 66 | Усть-Мельничная  | деревня | 2         | Усть-Зулинское            |
| 67 | Федотова         | деревня | 2         | Усть-Зулинское            |
| 68 | Фокина           | деревня | 48        | Юрлинское                 |
| 69 | Чащина           | деревня | 6         | Юрлинское                 |
| 70 | Черепанова       | деревня | 9         | Юрлинское                 |
| 71 | Чёрная           | деревня | 86        | Юрлинское                 |
| 72 | Чугайнов Хутор   | посёлок | 169       | Усть-Зулинское            |
| 73 | Чужья            | деревня | 183       | Юрлинское                 |
| 74 | Чус              | посёлок | 181       | Юрлинское                 |
| 75 | Шалгина          | деревня | 17        | Юрлинское                 |
| 76 | Шестина          | деревня | 14        | Юрлинское                 |
| 77 | Шмани            | деревня | 0         | Юрлинское                 |
| 78 | Щеколова         | деревня | 17        | Юрлинское                 |
| 79 | Юм               | село    | 222       | Юрлинское                 |
| 80 | Юрла             | село    | ↗4438     | Юрлинское                 |

По состоянию на 1 января 1981 года на территории Юрлинского района находилось всего 106 сельских населённых пунктов.

### Упразднённые населённые пункты
В 2008 году были упразднены деревни Копытова, Коурова, Русская, Малая Половина, Верх-Юм, в 2009 году — деревня Кротова, в 2022 году — деревня Сюрол, в 2023 году — посёлок Галечник.
В декабре 2023 года упразднены деревни Кырова и Саранина.
В марте 2024 года упразднён посёлок Сюзьва.
Ранее были упразднены деревни Бирина, Загарья.

## Общая карта
Легенда карты:
|  | Более 1000 жителей |
|  | 250—1000 жителей   |
|  | 100—250 жителей    |
|  | 1—100 жителей      |
|  | Нежилые            |

## Экономика
Основным видом деятельности большинства предприятий района является лесозаготовка и деревообработка. Лесозаготовками занимаются 8 малых предприятий и 10 индивидуальных предпринимателей. Переработка древесины осуществляется на 38 пилорамах.
Сельское хозяйство специализируется на производстве мяса, выращивании зерновых культур.
ЖКХ. Обеспечение тепловой энергией потребителей района осуществляется в основном печным отоплением, а также от производственных, групповых и индивидуальных котельных. Планируется строительство межпоселкового газопровода Белоево-Юрла. Первый этап строительства газопровода запланирован на 2018 год. Электроснабжение района осуществляется от ТЭГРК № 9 энергосистемы. Водоснабжение населения и предприятий района осуществляется в основном от водоразборных колонок из подземных источников. Централизованной канализации в районе нет, используются индивидуальные септики и выгребные коллекторы.

## Здравоохранение
Медицинскую помощь населению оказывает муниципальное учреждение здравоохранения «Юрлинская районная центральная больница», которая имеет в своем составе 15 фельдшерско-акушерских пунктов. В составе стационара развернуты 7 отделений, оказывающих медицинскую помощь по 9 специальностям; стационар на 54 койки круглосуточного пребывания, 15 коек дневного пребывания при поликлинике и 2 стационара на дому. Больница имеет в своем составе поликлинику на 100 посещений в смену; отделение скорой медицинской помощи.

## Транспорт
Сообщение внутри района организовано автомобильным транспортом. Протяженность дорог составляет 670 километров, в том числе дорог в асфальтобетонном исполнении — 37,8 километра.

## Мобильная связь
В Юрле и прилегающей территории 5-10 км действует несколько операторов мобильной связи стандарта — Теле2, МТС, Мегафон, Билайн. В поселке Усть-Берёзовка с лета 2013 года действует «БиЛайн»